# 扁吻光尾鲨
扁吻光尾鲨（学名：Apristurus platyrhynchus），又名扁吻光尾鯊、沙魚，为猫鲨科光尾鲨属的鱼类。分布于日本以及南海、东海等海域。该物种的模式产地在日本。